# حصار (زبرخان)
حصار، روستایی از توابع بخش زبرخان شهرستان نیشابور در استان خراسان رضوی ایران است.

## جمعیت
این روستا در دهستان زبرخان قرار دارد و براساس سرشماری مرکز آمار ایران در سال ۱۳۸۵، جمعیت آن ۸۵۳ نفر (۲۳۳ خانوار) بوده‌است. همچنین در آخرین سرشماری سال ١٣٩٥ جمعیت به ١٣٠٠ نفر افزایش یافته است.